# Stowarzyszenie Weteranów Armii Polskiej w Ameryce
Stowarzyszenie Weteranów Armii Polskiej w Ameryce, SWAP (ang. Polish Army Veterans' Association in America) – niezależna, samopomocowa organizacja byłych polskich żołnierzy.

## Historia
W czasie I wojny światowej Polonia amerykańska wniosła istotny wkład w odrodzenie niepodległego Państwa Polskiego po 123 latach niewoli. Polonia w Stanach Zjednoczonych i Kanadzie dostarczyła ponad 20 tysięcy ochotników do Armii Polskiej we Francji, popularnie zwanej „Armią Błękitną”. Około 14,5 tys. z nich powróciło do Ameryki po zakończeniu walk o niepodległość Polski. Po powrocie organizowali niezależne od siebie różne kluby i związki byłych polskich żołnierzy.

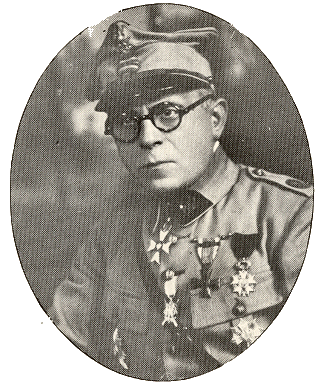
Teofil Starzyński – pierwszy prezes SWAP

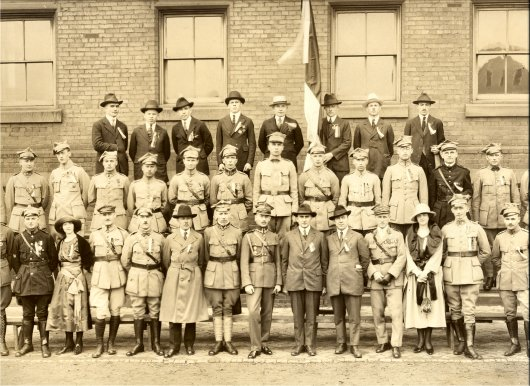
Uczestnicy I zjazdu SWAP w Cleveland, Ohio w 1921 roku

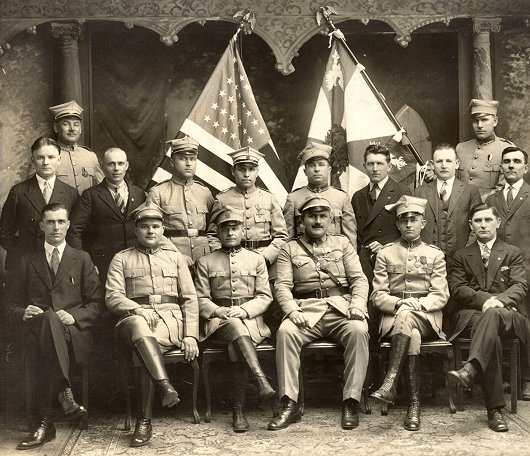
Weterani z Placówki 57 SWAP w Elizabeth NJ w 1928 roku

W maju 1921 roku na zjeździe w Cleveland (Ohio) ich przedstawiciele powołali do życia jedną wspólną organizację o nazwie: Stowarzyszenie Weteranów Armii Polskiej w Ameryce. Jej pierwszym prezesem został dr med. Teofil Starzyński, wybitny działacz Polskiego Towarzystwa Gimnastycznego „Sokół” w Ameryce. Wielki wkład w pomoc dla weteranów wniósł światowej sławy pianista Ignacy Jan Paderewski, który w 1926 roku ofiarował 10 tysięcy dolarów na rzecz inwalidów wojennych ze SWAP, zapoczątkowując nazwany jego imieniem i funkcjonujący do dziś Fundusz Inwalidzki.
W okresie międzywojennym nastąpił znaczny rozwój organizacji. W 1921 roku SWAP posiadał w terenie 66 placówek, które skupiały łącznie 1746 członków. W 1939 roku liczba placówek SWAP wzrosła do 141. Działały one na terenie USA, Kanady i Polski skupiając łącznie 4450 członków.
Przy SWAP działały również organizacje pomocnicze:
1. Korpus Pomocniczy (zał. w 1925 r.),
2. Związek Przyjaciół Weteranów Armii Polskiej (zał. w 1931 r.)
3. Synowie i Córki Weteranów Armii Polskiej (zał. w 1931 r.).

W czasie II wojny światowej SWAP wspierał Rząd RP na uchodźstwie w Londynie i podległe mu Polskie Siły Zbrojne, m.in. fundując ambulans rentgenowski dla oddziałów polskich stacjonujących na terenie Wielkiej Brytanii; wysyłając paczki dla polskich jeńców wojennych w Niemczech oraz pomagając w akcji rekrutacyjnej, żołnierzy do wojska polskiego, prowadzonej na terenie USA i Kanady w latach 1941–1942. W latach II wojny światowej powstały Placówki SWAP w Meksyku i na Kubie.
Po 1945 roku szeregi SWAP zasilili weterani II wojny światowej. Część weteranów, wystąpiła z szeregów SWAP i stała się bazą dla Stowarzyszenia Polskich Kombatantów w Stanach Zjednoczonych. W latach 1945–1985 SWAP oprócz standardowej działalności na rzecz swoich członków, spierał także finansowo i materialnie weteranów z I wojny światowej – dawnych ochotników z Ameryki, którzy żyjąc w komunistycznej Polsce pozbawieni byli wszelkich państwowych świadczeń socjalnych. SWAP wydatkował na ten cel prawie 100 tys. dolarów. Ponadto wspierano w Polsce ofiary klęsk żywiołowych, zwłaszcza powodzi. Wspierano ociemniałych inwalidów wojennych. Organizowano pomoc finansową dla „Solidarności” oraz w ramach akcji humanitarnej wysyłano lekarstwa, paczki żywnościowe, odzież i obuwie. W owym czasie SWAP wspierał również polskich inwalidów wojennych żyjących na Zachodzie oraz troszczył się o polskie cmentarze wojenne we Francji i Włoszech. W tym celu SWAP urządzał liczne zbiórki pieniężne oraz organizowano szereg dochodowych imprez. W tych działaniach pomocny okazywał się Korpus Pomocniczy Pań.
Po 1989 roku SWAP nawiązał regularne kontakty z Polską. W 1992 r. duża reprezentacja SWAP i Korpusu Pomocniczego Pań uczestniczyła w światowym zjeździe polskich weteranów i kombatantów w Warszawie. W 1996 roku SWAP ufundował tablicę pamiątkową w katedrze polowej Wojska Polskiego w Warszawie. Dwa lata później, w 1998 r. w stolicy Polski na Żoliborzu odsłonięto pomnik Czynu Zbrojnego Polonii Amerykańskiej. Pomnik autorstwa Andrzeja Pityńskiego (obecnego komendanta Placówki 123 SWAP w Nowym Jorku) jest największym, namacalnym dowodem pracy Stowarzyszenia Weteranów Armii Polskiej w Ameryce na rzecz niepodległej Polski. W 2005 roku SWAP zainicjował akcję na rzecz ratowania czterech zbiorowych grobów polskich bohaterów narodowych (weteranów wojen napoleońskich, powstania listopadowego i Wiosny Ludów) znajdujących się na cmentarzu Montmartre w Paryżu.
Od 1921 roku przez szeregi SWAP przewinęło się prawie 19 tys. członków.

## Zakres działalności
Zadaniem jakie postawił sobie SWAP u progu działalności było organizowanie pomocy dla swoich członków żyjących na terenie Stanów Zjednoczonych i Kanady, głównie inwalidów wojennych, chorych, bezrobotnych i bezdomnych byłych polskich żołnierzy. Temu celowi służyły zbiórki pieniężne, tzw. „Bławatek”, zakładanie schronisk dla bezdomnych i zakładanie warsztatów pracy dla bezrobotnych.

## Okręgi SWAP
- Okręg Nr 1, Chicago, IL
  - Podokręg Nr 1, Milwaukee, WI
- Okręg Nr 2, New York, NY
- Okręg Nr 4, New Britain, CT
- Okręg Nr 6, Detroit, MI
- Okręg Nr 8, Boston, MA
- Okręg Nr 9, Cleveland, OH
- Okręg Nr 10, Philadelphia, PA

## Korpus Pomocniczy Pań

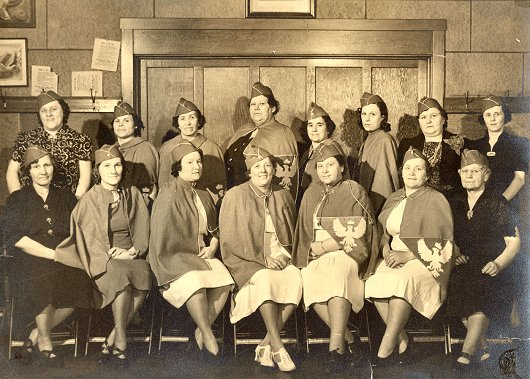
Korpus Pomocniczy Pań

W roku 1922, w Chicago, z inicjatywy Agnieszki Wisły, zawiązał się Komitet Pomocy Weteranom. Agnieszka Wisła była jedną z 42 kobiet – ochotniczek ze Stanów Zjednoczonych, które jako pielęgniarki Polskiego Białego Krzyża w latach 1918-1921 opiekowały się rannymi żołnierzami w szpitalach wojskowych we Francji i w Polsce. Pomysł zorganizowania komitetu przy Stowarzyszeniu Weteranów Armii Polskiej w Ameryce narodził się w początkach 1925 roku w Milwaukee, gdzie przy miejscowej Placówce Nr. 3 SWAP, powołano do życia tzw. Korpus Pomocniczy, składający się z 39 mężczyzn i kobiet, którzy chcieli pomagać weteranom. Korpus Pomocniczy w Milwaukee, działający według swojego wewnętrznego regulaminu, stał się wzorem dla innych samodzielnie funkcjonujących różnych kółek i komitetów pomocy.
W maju 1925 roku na III Walnym Zjeździe SWAP w Detroit, z inicjatywy Agnieszki Wisły z Chicago, zapadła decyzja aby podobne Korpusy Pomocnicze tworzyć przy innych Placówkach SWAP. Ustalono też oficjalną nazwę nowej organizacji jako „Korpus Pomocniczy Stowarzyszenia Weteranów Armii Polskiej w Ameryce”.
W opracowanym „Regulaminie” znalazło się stwierdzenie, że:

Nie może być miejsca w Korpusie Pomocniczym dla jednostek wyznających zasady komunistyczne

## Wydawnictwa
- Czasopismo – „Weteran” wydawane od 1921 r.

## Odznaczenia i wyróżnienia
Za swoją patriotyczną działalność Stowarzyszenie Weteranów Armii Polskiej w Ameryce zostało odznaczone Krzyżem Oficerskim Orderu Odrodzenia Polski w 1923 oraz Złotym Krzyżem Zasługi w 1939.
W 2017 Stowarzyszenie otrzymało nagrodę Kustosz Pamięci Narodowej. W 2023 otrzymało Złoty Medal „Zasłużony Kulturze Gloria Artis”.